# John Joale Tlhomola
John Joale Tlhomola (Pulane Ha Mosiuoa, 12 marzo 1966) è un vescovo cattolico lesothiano, dall'11 febbraio 2014 vescovo di Mohale's Hoek.

## Biografia
John Joale Tlhomola è nato il 12 marzo 1966 a Pulane Ha Mosiuoa, distretto di Berea ed arcidiocesi di Maseru, nel Regno del Lesotho.

### Formazione e ministero sacerdotale
Dopo aver compiuto gli studi primari e secondari, conseguendo il diploma, nel 1988 si è trasferito ad Hammanskraal, in Sudafrica, per diventare novizio dell'Istituto Secolare Servi di Cristo Sacerdote, fondato nel 1956 da padre André Blais per l'attività apostolica e pastorale nelle periferie delle grandi città industriali e la promozione delle vocazioni sacerdotali e religiose. Ha emesso i voti temporanei nel 1989, mentre nel 1995 ha pronunciato quelli perpetui, all'età di ventotto anni. In seguito si è spostato a Maseru, svolgendo prima il ruolo di formatore del St. Ambrose Pre-Seminary fino al 1996, mentre nel 1997 gli è stata assegnata la cura della Cattedrale di Nostra Signora delle Vittorie.
Ha ricevuto l'ordinazione sacerdotale il 28 marzo 1998, due settimane dopo aver compiuto trentadue anni. Poco dopo, ha ricevuto il primo incarico pastorale, divenendo vicario parrocchiale della Cattedrale di Maseru, finché nel 2001 non ne è tornato assistente. Nel 2003 è divenuto parroco di Christ the Priest Mission a Motsekuoa, sotto la giurisdizione della diocesi di Mohale's Hoek, mentre nel 2010 è stato nominato, al contempo, economo del Seminario maggiore St. Augustine e docente di liturgia e spiritualità nel Seminario propedeutico. Nel 2011 è stato eletto direttore generale dei Servi di Cristo Sacerdote, con sede principale ad Hammanskraal, nell'arcidiocesi di Pretoria, dove era già stato novizio.

### Ministero episcopale
L'11 febbraio 2014 papa Francesco lo ha nominato 2º vescovo di Mohale's Hoek; è succeduto all'oblato Sebastian Koto Khoarai, primo ordinario, dimessosi alla straordinaria età di ottantaquattro anni, di cui ben trentasette passati a capo della diocesi. Ha ricevuto la consacrazione episcopale il successivo 10 maggio, davanti alla Cattedrale di San Patrizio di Mohale's Hoek, per imposizione delle mani di monsignor Koto Khoarai, suo predecessore e futuro cardinale, avendo come co-consacranti il francescano William Matthew Slattery, arcivescovo metropolita di Pretoria, e l'oblato Gerard Tlali Lerotholi, arcivescovo metropolita di Maseru; durante la stessa cerimonia, è avvenuta anche la presa di possesso.
All'età di quarantasette anni, è divenuto il più giovane vescovo del Lesotho, che ha solo quattro diocesi, nonché il secondo vescovo ad appartenere all'Istituto Secolare Servi di Cristo Sacerdote dopo il monsignore namibiano Bonifatius Haushiku, arcivescovo metropolita di Windhoek, morto il 12 giugno 2002.
Il 24 aprile 2015, assieme a tutti i membri dell'episcopato lesothiano e namibiano, si è recato in Vaticano per la visita ad limina apostolorum, incontrando il Pontefice per parlare della situazione e dei problemi relativi alla zona pastorale che gli è stata assegnata. Nel suo discorso alla delegazione, papa Bergoglio ha citato l'impegno nelle parrocchie e nelle comunità, incoraggiando i vescovi a "continuare a sostenere e coltivare queste grandi benedizioni, anche quando le risorse sono scarse perché il Signore promette che non smetterà di benedirci"; ha poi continuato, insistendo sul sostegno alle famiglie cristiane e sull'importanza di parlare apertamente della fede, in un momento di forte calo delle vocazioni. Infine, ha esortato i vescovi a "perseverare come uomini di profonda e costante preghiera, sulla via del beato Joseph Gérard, che ha ascoltato i suggerimenti dello Spirito Santo in tutte le questioni".

## Genealogia episcopale
La genealogia episcopale è:
- Cardinale Scipione Rebiba
- Cardinale Giulio Antonio Santori
- Cardinale Girolamo Bernerio, O.P.
- Arcivescovo Galeazzo Sanvitale
- Cardinale Ludovico Ludovisi
- Cardinale Luigi Caetani
- Cardinale Ulderico Carpegna
- Cardinale Paluzzo Paluzzi Altieri degli Albertoni
- Papa Benedetto XIII
- Papa Benedetto XIV
- Papa Clemente XIII
- Cardinale Marcantonio Colonna
- Cardinale Giacinto Sigismondo Gerdil, B.
- Cardinale Giulio Maria della Somaglia
- Cardinale Carlo Odescalchi, S.I.
- Cardinale Costantino Patrizi Naro
- Cardinale Serafino Vannutelli
- Cardinale Domenico Serafini, Cong.Subl. O.S.B.
- Cardinale Pietro Fumasoni Biondi
- Arcivescovo Martin Lucas, S.V.D.
- Cardinale Owen McCann
- Arcivescovo Alfonso Liguori Morapeli, O.M.I.
- Cardinale Sebastian Koto Khoarai, O.M.I.
- Vescovo John Joale Tlhomola, S.C.P.